# Hedemorapartiet
Hedemorapartiet (HDP) var ett lokalt politiskt parti i Hedemora kommun.

## Historik
Partiet bildades i mars 2002, bland annat med syftet att få människor som aldrig arbetat politiskt att engagera sig. Grundare var Lillemor Gunnarsson, som tidigare hade suttit i kommunfullmäktige för Socialdemokraterna, men valde att lämna partiet och satt under en tid som politisk vilde i kommunfullmäktige innan hon startade Hedemorapartiet. Partiet fick 5,36 % i valet 2002 och två mandat i kommunfullmäktige. I valet 2006 tappade partiet ett mandat. Ny partiledare 2006 blev Ann Petersson. I valet 2010 kandiderade grundaren Lillemor Gunnarsson för Centerpartiet. I valet fick partiet 1,12 % och tappade sitt mandat i kommunfullmäktige. Partiet lades därefter ned.

## Valresultat
| År   | Röster | %    | Mandat  |
| ---- | ------ | ---- | ------- |
| 2002 | 474    | 5,36 | 2 av 41 |
| 2006 | 191    | 2,13 | 1 av 41 |
| 2010 | 106    | 1,12 | 0 av 41 |